# Viktor Konovalenko
Viktor Sergejevič Konovalenko (11. března 1938, Gorkij, Rusko, SSSR – 20. února 1996, Nižnij Novgorod), byl sovětský hokejový brankář. Byl hráčem Torpedo Gorkij a členem sovětského reprezentačního týmu.
Se sovětským týmem Konovalenko získal dvě olympijské zlaté, osm zlatých medailí z mistrovství světa (1963–1968, 1970 a 1971), a sedm zlatých medailí z mistrovství Evropy (1963–1968 a 1970). Také získal bronz na mistrovství světa 1961 a dvě stříbrné medaile na mistrovství Evropy (1961, 1971). Po ukončení kariéry pracoval jako trenér brankářů a později jako ředitel Torpedo Gorkij.
Jeho jméno nese sportovní aréna v Nižním Novgorodě (Konavalenko Sports Palace) a jedna z ulic v Nižním Novgorodu. Roku 2007 byl Konovalenko uveden do Síně slávy IIHF.